# El Crucero, Tecozautla
El Crucero är en ort i Mexiko.   Den ligger i kommunen Tecozautla och delstaten Hidalgo, i den sydöstra delen av landet, 140 km norr om huvudstaden Mexico City. El Crucero ligger 1 715 meter över havet och antalet invånare är 478.
Terrängen runt El Crucero är kuperad åt nordost, men åt sydväst är den platt. Runt El Crucero är det ganska tätbefolkat, med 72 invånare per kvadratkilometer. Närmaste större samhälle är Huichapan, 17,7 km söder om El Crucero. Trakten runt El Crucero består i huvudsak av gräsmarker.